# Thyreoideum
Thyreoideum, tyroidyna, tarczyca suszona (łac. glandula thyreoidea siccata) – preparat stosowany w niedoczynności gruczołu tarczowego zawierający hormony tarczycy.
Preparat jest sproszkowaną tarczycą bydła, świń lub owiec. Stosowany już w latach 40. XX w., wówczas do leczenia m.in. chorób tarczycy, epilepsji, osteoporozy, zaburzeń metabolizmu, pokrzywek i wyprysków. Wyszedł z powszechnego użycia po wprowadzeniu syntetycznych hormonów tarczycy. Współcześnie stosowany m.in. w Kanadzie i Stanach Zjednoczonych jest jeszcze preparat świńskiej tarczycy.  